# Bistum Saluzzo
Das Bistum Saluzzo (lateinisch Dioecesis Salutiarum, italienisch Diocesi di Saluzzo) ist eine in Italien gelegene römisch-katholische Diözese mit Sitz in Saluzzo.

## Geschichte
Das Bistum Saluzzo wurde am 29. Oktober 1511 durch Papst Julius II. mit der Apostolischen Konstitution Pro excellenti aus Gebietsabtretungen des Bistums Mondovì errichtet und dem Heiligen Stuhl direkt unterstellt. Am 30. Oktober 1629 wurde das Priesterseminar des Bistums Saluzzo errichtet.
Das Bistum Saluzzo wurde 1803 dem Erzbistum Turin als Suffraganbistum unterstellt.

## Weblinks

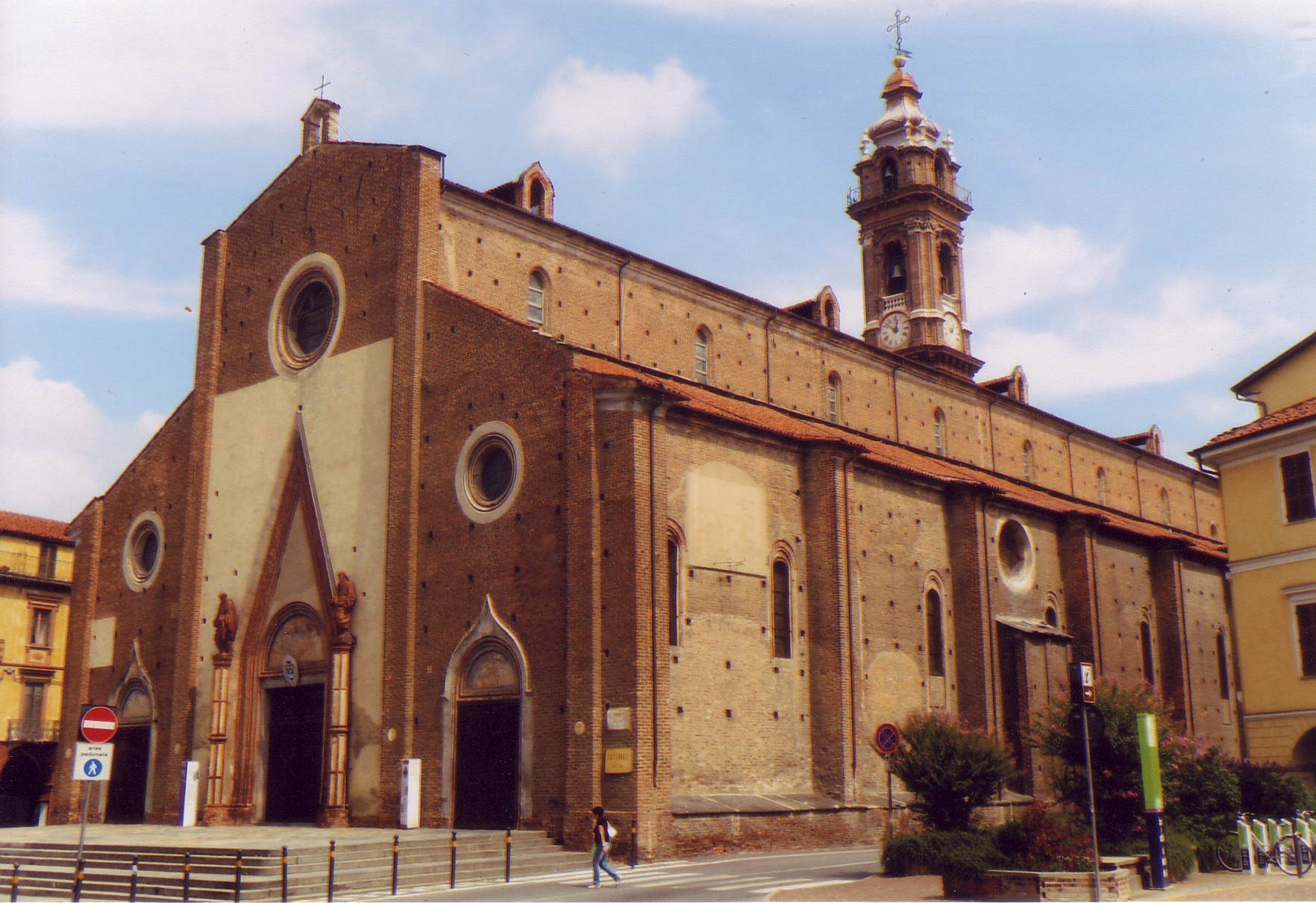
Kathedrale Maria Vergine Assunta in Saluzzo